# Grazer Bergland
Das Grazer Bergland ist ein Mittelgebirge nördlich der steirischen Landeshauptstadt Graz (Österreich). Es ist Teil der Zentralalpen und gehört gemäß der Alpenvereinseinteilung der Ostalpen zu den Randgebirgen östlich der Mur. Nach geologischer Auffassung zählen auch Gebiete am Westufer der Mur, die sich deutlich vom Bau des Steirischen Randgebirges abgrenzen, zum Grazer Bergland.

## Lage und Landschaft
Das Grazer Bergland ist ein Mittelgebirgsstock im Norden des steirischen Hügellands und liegt größtenteils östlich der Mur.
Siedlungkernräume sind das Mittlere Murtal, das Passailer Becken, das südwestlich angrenzende Semriacher Becken und die nördlich gelegene Teichalmregion.

### Umgrenzung
Das Grazer Bergland ist begrenzt:
- im Westen durch das Mittlere Murtal von Mixnitz bis zur nördlichen Stadtgrenze von Graz, nach geologischer Definition sind gewisse Teile westlich der Mur ebenso zum Grazer Bergland zu rechnen, vor allem jene, die dem Grazer Paläozoikum angehören, wie etwa der Plabutsch-Buchkogelzug bis zum Nordrand der Kaiserwaldterrasse aber auch die Erhebungen nördlich des Köflach-Voitsberger Beckens bis zum Gradnerbach
- im Norden durch das Breitenauertal (Breitenau am Hochlantsch) und das Tal des Gasenbachs
- im Nordosten durch das obere Feistritztal

Im Süden und Südosten geht das Grazer Bergland über in das Oststeirische Hügelland und das Grazer Becken.

### Berge und Gipfel
Die wichtigsten Gipfel sind:
- Hochlantsch (1720 m)
- Osser (1548 m)
- Plankogel (1531 m)
- Rote Wand (1505 m)
- Schöckl (1445 m)
- Pommesberg (1287 m)
- Patschaberg (1274 m)
- Zetz (1274 m)
- Röthelstein (1263 m)
- Gschaidberg (1239 m)
- Hochtrötsch (1239 m)

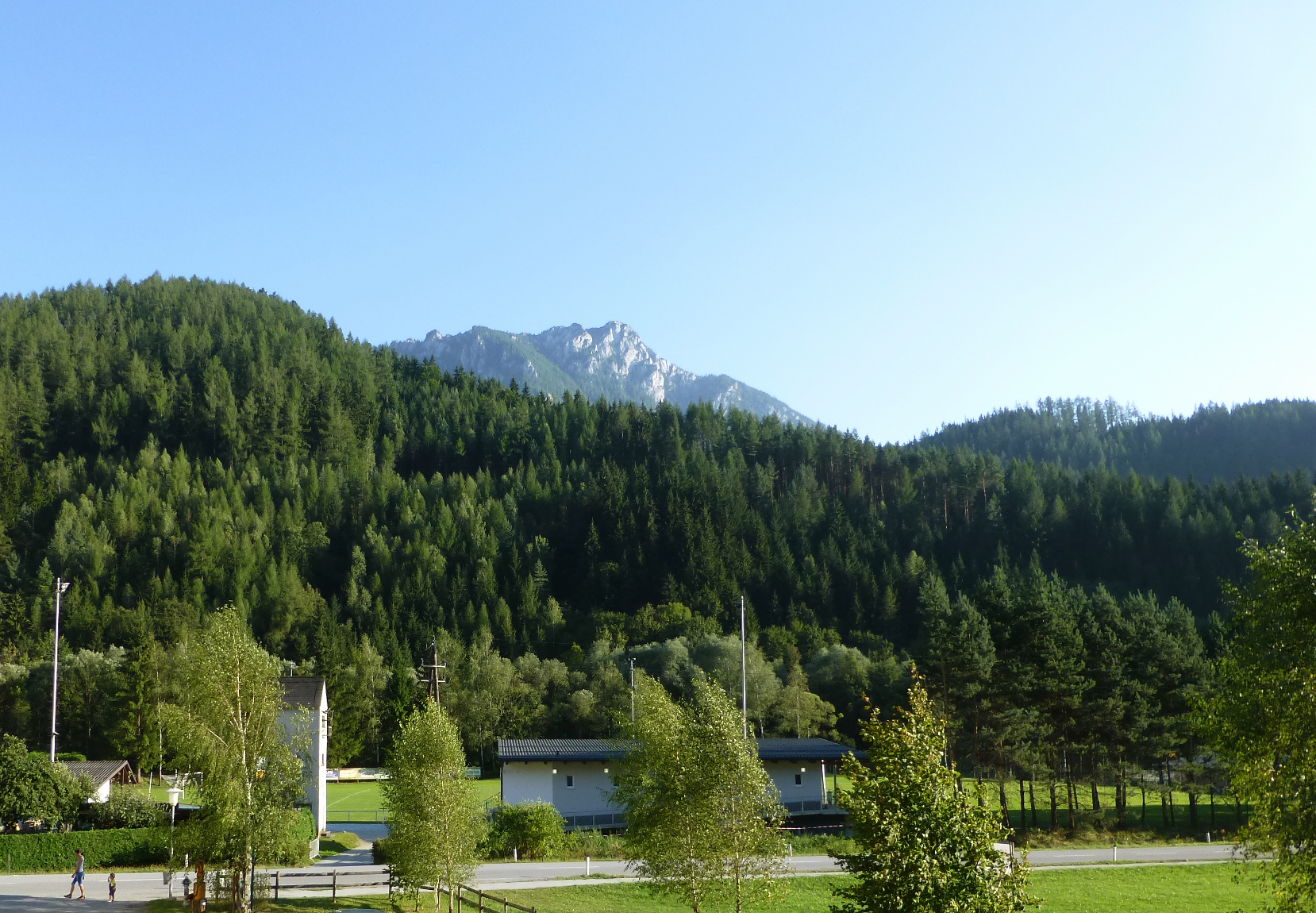
Hochlantsch Nordwand von Breitenau gesehen

- Schiffall (1221 m) und Kreuzkogel (1181 m)
- Pleschkogel (1061 m)
- Stroß (1039 m)
- Hohe Rannach (1018 m)
- Hochkogel (794 m)
- Plabutsch (754 m)
- Steinkogel (742 m)
- Pfaffenkogel (734 m)
- Generalkogel (713 m)
- Eggenberg (707 m)
- Buchkogel (656 m)
- Hauenstein (650 m)
- Kanzelkogel (615 m)
- Florianiberg (527 m)

## Geologie

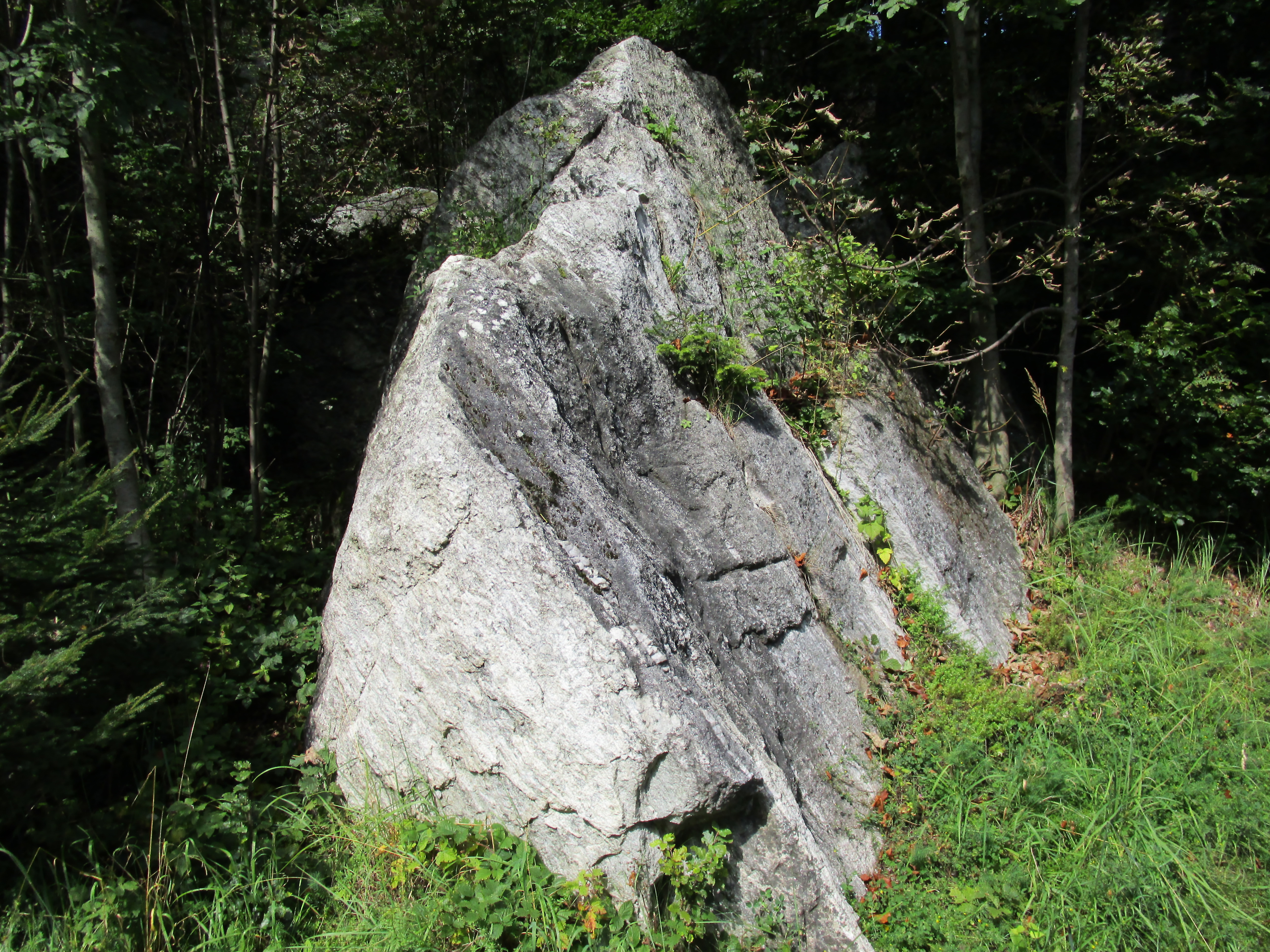
Schöcklkalk-Block bei Sankt Radegund

Geologisch wird das Grazer Bergland meist mit dem Begriff Grazer Paläozoikum umschrieben. Dabei handelt es sich größtenteils um marine Kalk- und Dolomit-Ablagerungen aus dem Silur und dem Devon vor 450 bis 350 Millionen Jahren. Das Grazer Paläozoikum wurde von Paschinger treffend als „Fremdkörper“ zwischen dem kristallinen Randgebirge und dem Steirischen Neogenbecken beschrieben. Geprägt wurden die Sedimente durch die Übereinanderschiebung und Verfaltung mehrerer Decken (Schichten) im Zuge der alpidischen Gebirgsbildung.
Bezüglich der Schichtfolge sind die drei folgenden Faziesbereiche bestimmend.
- Die Rannach-Fazies ist überwiegend aus Dolomiten und Dolomitsandsteinen aufgebaut. Diese Decke tritt vor allem rund um die namensgebende Hohe Rannach, am Pleschkogel-Mühlbacher Kogel sowie am Plabutsch-Buchkogel-Zug in Erscheinung.
- Die Hochlantsch-Fazies ist vom lokal auftretenden Hochlantschkalk geprägt. Durch das vermehrte Vorkommen von Korallen wie Rugosa ist diese Fazies durch eine markante Riffbildung charakterisiert. Typisch ist sie vor allem für die Bereiche nordwestlich von Frohnleiten rund um Hochlantsch, Rote Wand und Röthelstein.
- Die Schöcklkalk- oder Tonschiefer-Fazies besteht aus Striatoporenkalken, Kalk- und Tonschiefern sowie Quarziten. Das dominierende Gestein ist der sehr gut wasserlösliche, nach dem Grazer Hausberg benannte Schöcklkalk. Hauptverbreitungsgebiete sind Schöckl, Tanneben, das Weizer Bergland sowie der Raum nordwestlich von Köflach.

Vor allem die Kalke im Gebiet bieten hervorragende Bedingungen für Verkarstung, die sich beispielsweise in zahlreichen Höhlen (z. B. Lurgrotte) oder Dolinen äußert.

## Wirtschaft und Tourismus
Neben der Landwirtschaft steht vor allem der Tagestourismus im Mittelpunkt des wirtschaftlichen Geschehens. Zahlreiche Ausflügler und Wanderer aus Graz, der Oststeiermark und den Industriestädten der Mur-Mürz-Furche suchen neben dem Naturerlebnis auch Verpflegung und Unterhaltung.
Der Rechbergsattel ist einmal im Jahr Schauplatz eines Automobil-Bergrennens.

### Ausflugsziele
Diese Gipfel sind beliebte Wanderziele, die mit zahlreichen Wegen erschlossen sind. Daneben befinden sich einige weitere Ausflugsziele im Bereich des Grazer Berglandes:
- Bärenschützklamm: eine der längsten und höchsten Klammen in den Ostalpen, die zwischen Hochlantsch und Roter Wand in den Berg eingeschnitten ist.
- Raabklamm: Der am Fuße des Osser (1548 m) entspringende Raabfluss durchfließt eine Schlucht von nur wenigen Dutzend Metern Breite, die zum Teil von senkrechten Felswänden, zum Teil von steilen Waldhängen begrenzt ist.
- Weizklamm: beliebtes Klettergebiet mit zahlreichen Höhlen nördlich von Weiz.
- Lurgrotte: Tropfsteinhöhle, die den Bergstock zwischen Semriach und Peggau durchquert. Sie kann von beiden Seiten aus begangen werden; ein Durchwandern der gesamten Höhle ist allerdings nicht mehr möglich.
- Grasslhöhle und Katerloch: zwei weitere Tropfsteinhöhlen im östlichen Teil
- Alpengarten Rannach (1955–2005): Nunmehr kleiner, privater, im Bereich einer Jausenstation gelegener Blumengarten mit einer Ansammlung von Alpenpflanzen am Fuße der Hohen Rannach.[5]
- Teichalm – Sommeralm: Gemeinsam bilden diese am Ostfuß des Hochlantsch das größte zusammenhängende Almgebiet der Alpen. Neben der landwirtschaftlichen Nutzung gibt es hier einen Badesee und ein kleines Skigebiet.

Innerhalb des Gebietes liegen unter anderem die Ortschaften Tulwitz, Passail, Arzberg, Deutschfeistritz und Semriach, die alte Bergbauorte sind (Silber, Blei, Zink). Die Erzvorkommen wurden eingehend untersucht, auch Braunkohle wurde gefunden. Die Bergbaue hatten ihre Blütezeit im 18. und 19. Jahrhundert, sie sind mangels Abbauwürdigkeit eingestellt. In Arzberg ist ein Stollen als Schaubergwerk eingerichtet.

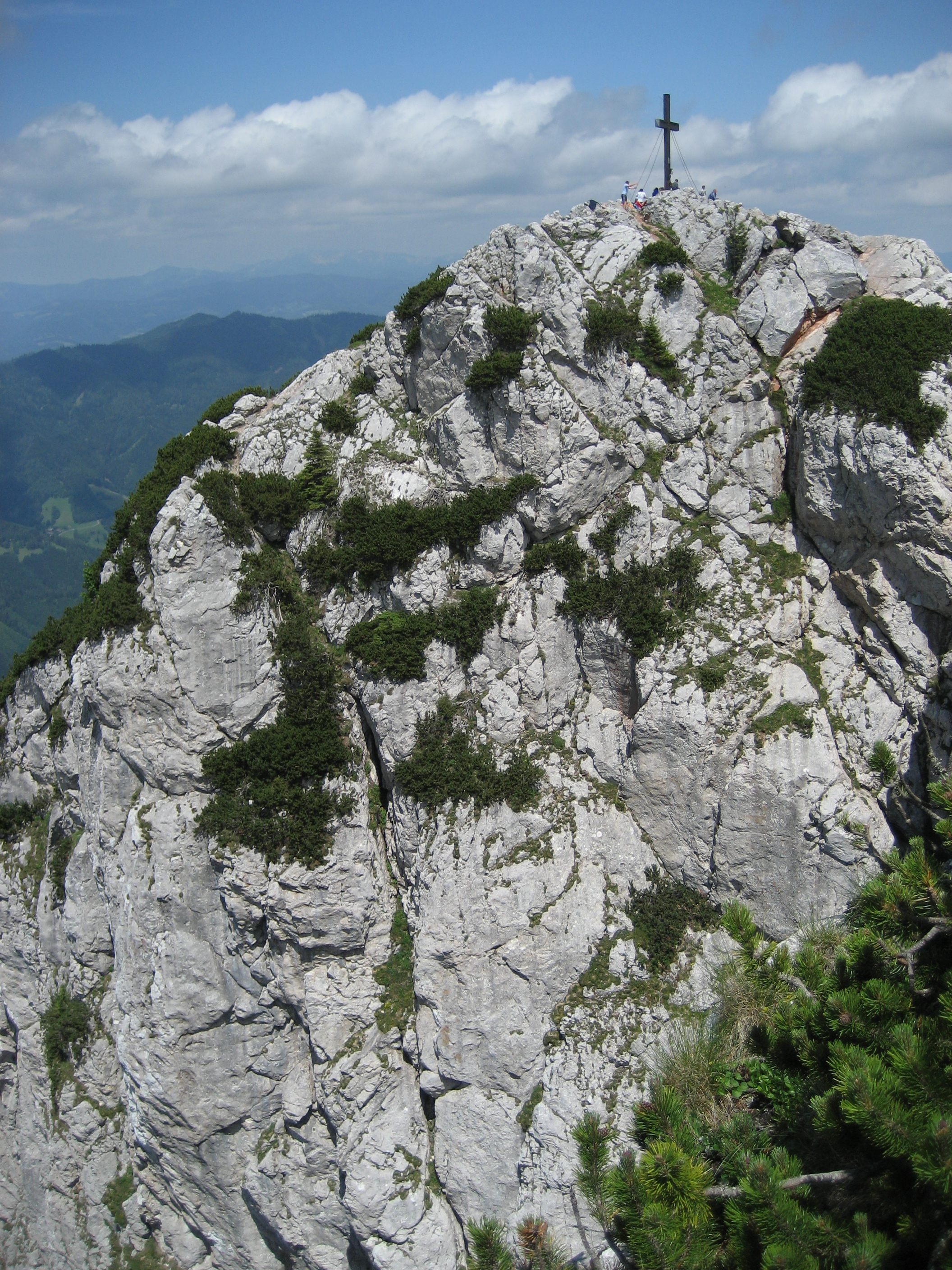
Gipfel des Hochlantsch
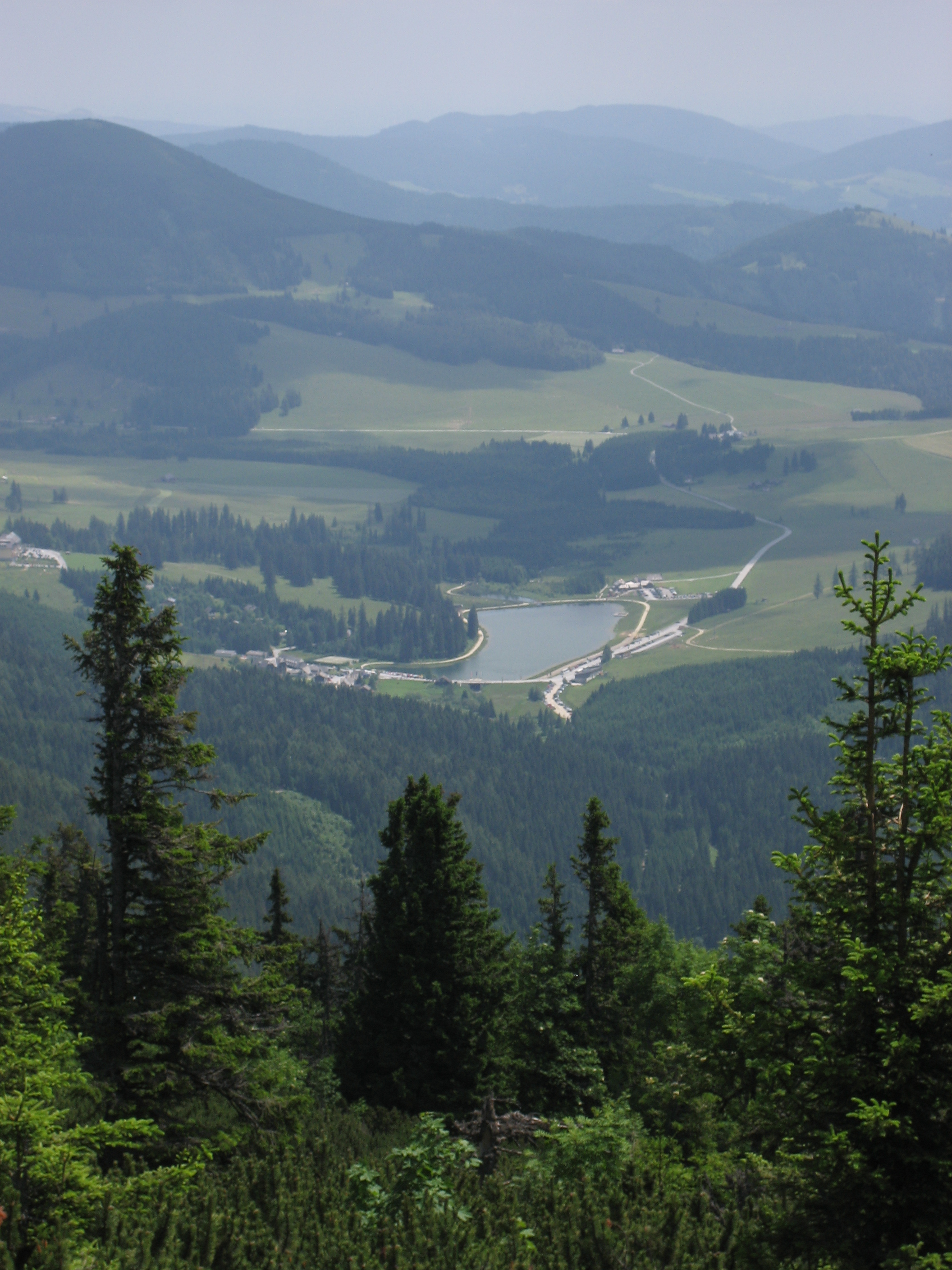
Teichalmgebiet
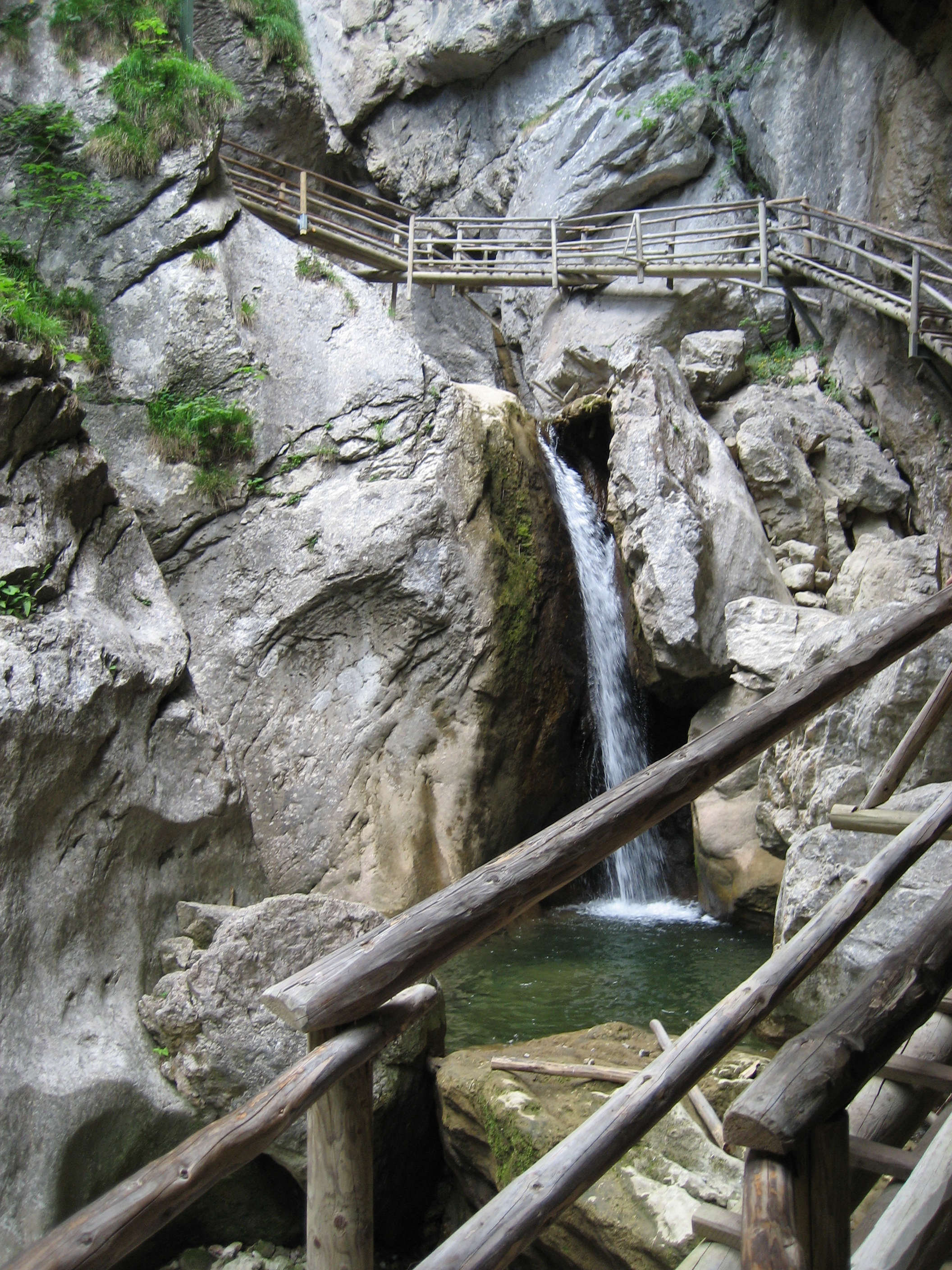
Steig durch die Bärenschützklamm
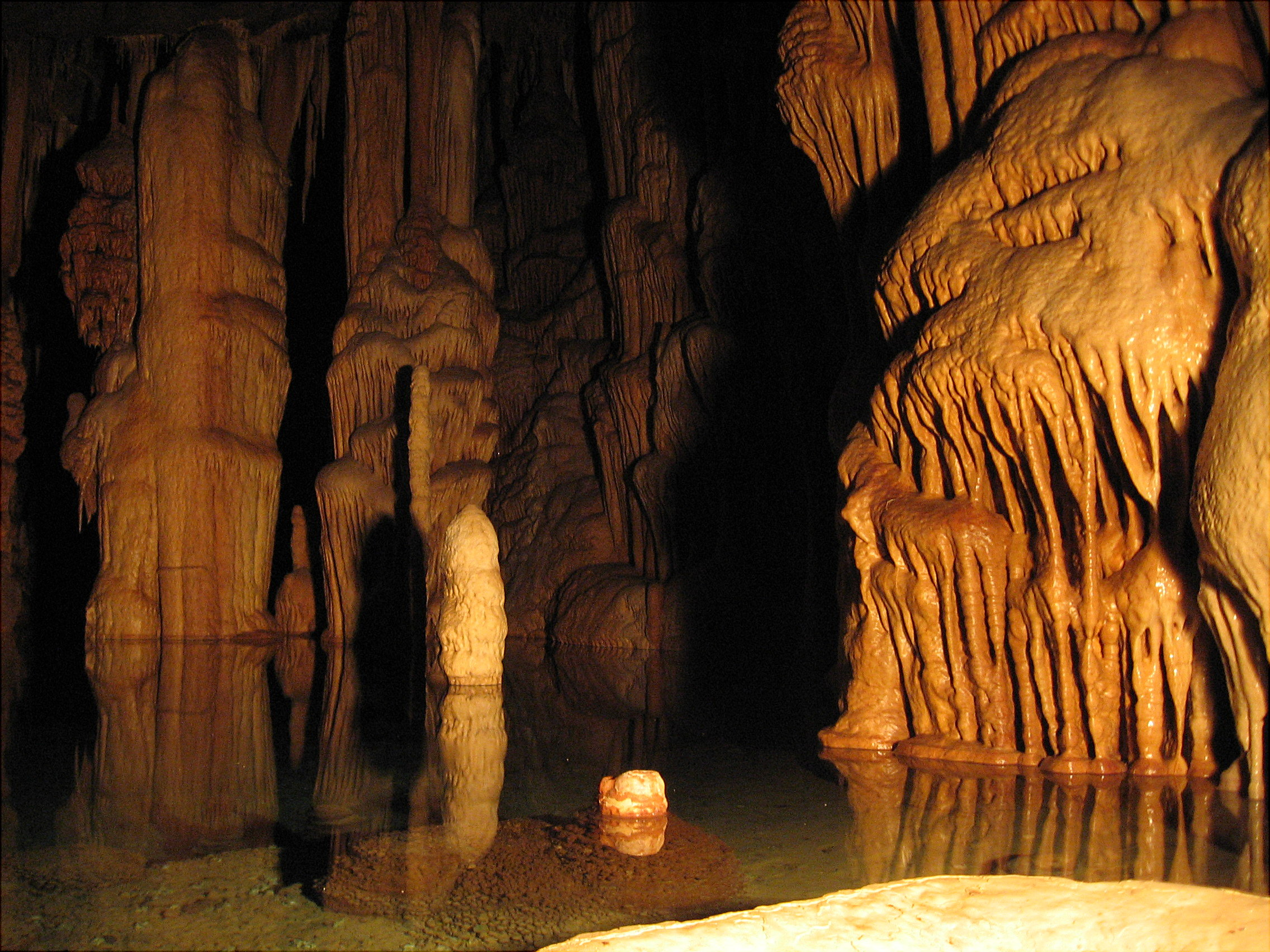
Katerloch
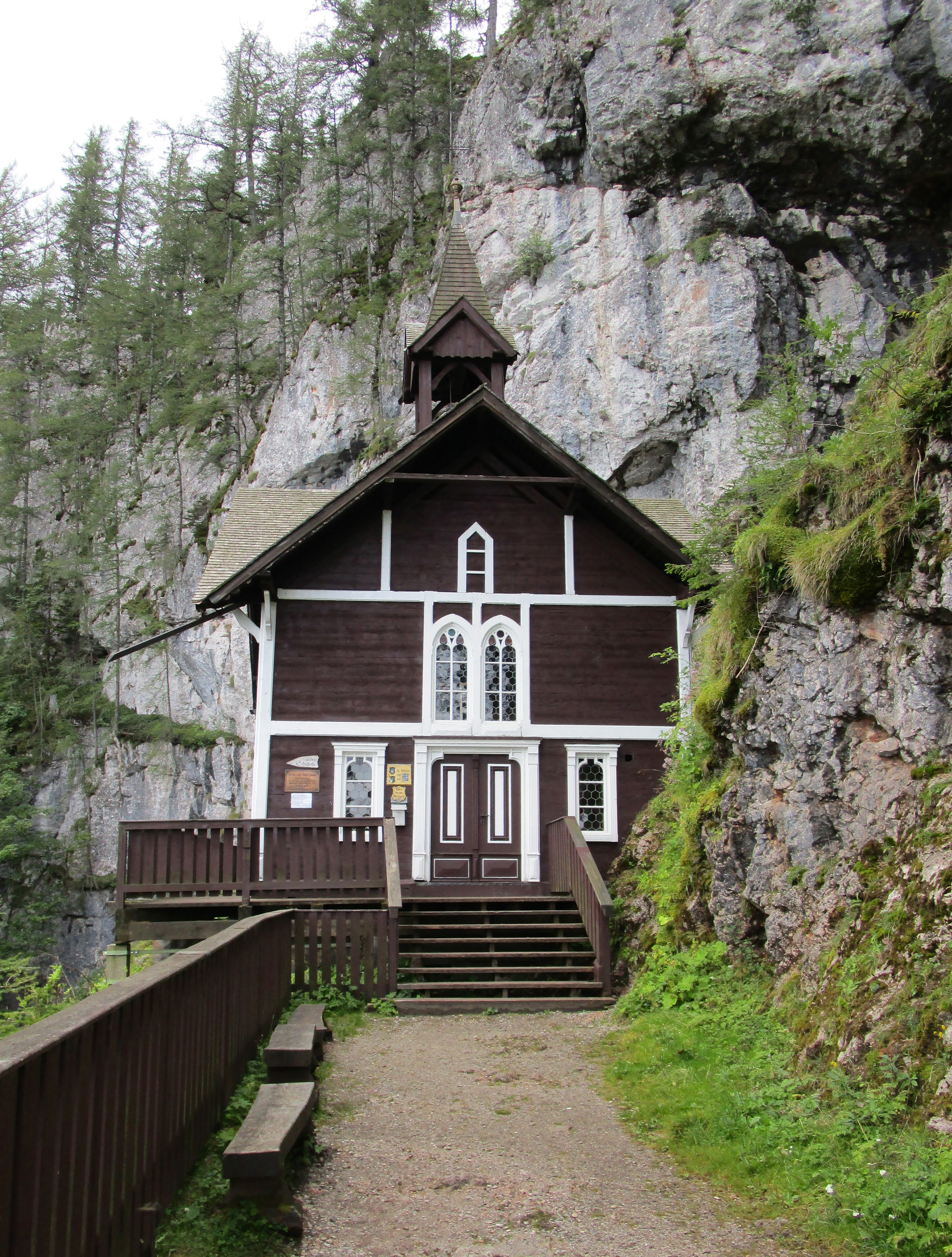
Wallfahrtskapelle Schüsserlbrunn